# Казари, Джузеппе
Джузе́ппе Каза́ри (итал. Giuseppe Casari; 10 апреля 1922, Мартиненго — 12 ноября 2013, Сериате) — итальянский футболист, вратарь.
Воспитанник футбольной школы «Аталанты». В 1944 году дебютировал в основном составе команды, провёл шесть сезонов, сыграв 170 матчей.
Игрой за команду из Бергамо привлёк внимание тренеров «Наполи», куда перешёл в 1950 году. После трёх сезонов в неаполитанском клубе перешёл в «Падову», где закончил профессиональную карьеру в 1956 году.
Дебютировал в сборной Италии в 1948 году. В составе национальной команды принял участие в Олимпийских играх 1948 и Чемпионате мира 1950.